# 카탈랑 수
조합론에서, 카탈랑 수(Catalan數, 영어: Catalan number) 또는 카탈란 수는 이진 트리의 수 따위를 셀 때 등장하는 수열이다.

## 정의
카탈랑 수
{\displaystyle C\colon \mathbb {N} \to \mathbb {N} }
{\displaystyle C\colon n\mapsto C_{n}}
는 자연수열이며, 여러 방법으로 정의될 수 있다. 이 정의들은 모두 서로 동치이다.

### 직접적 정의
음이 아닌 정수 {\displaystyle n}에 대해서, {\displaystyle n}번째 카탈랑 수 {\displaystyle C_{n}}는 다음과 같다.
{\displaystyle C_{n}={\frac {1}{n+1}}{\binom {2n}{n}}={\frac {(2n)!}{n!(n+1)!}}=\prod _{i=2}^{n}{\frac {n+i}{i}}}
여기서 {\displaystyle (-)!}는 계승 (수학)이며, {\displaystyle \textstyle {\binom {-}{-}}}은 이항 계수이다.

### 점화식
카탈랑 수는 다음과 같은 점화식으로 재귀적으로 정의될 수 있다.
{\displaystyle C_{0}=1}
{\displaystyle C_{n+1}=\sum _{i+j=n}C_{i}C_{j}=C_{0}C_{n}+C_{1}C_{n-1}+\dotsb +C_{n}C_{0}\qquad (n\geq 0)}
또한, 다음과 같은 점화식을 사용할 수도 있다.
{\displaystyle C_{0}=1}
{\displaystyle C_{n+1}={\frac {2(2n+1)}{(n+2)}}C_{n}}

### 생성 함수
카탈랑 수는 그 생성 함수
{\displaystyle C(z)=\sum _{n=0}^{\infty }C_{n}z^{n}}
를 통해 정의될 수도 있다. 이 경우,
{\displaystyle C(z)=1+zC(z)^{2}}
이므로
{\displaystyle C(z)={\frac {1-{\sqrt {1-4z}}}{2z}}=\sum _{n=0}^{\infty }{2n \choose n}{\frac {z^{n}}{n+1}}}
이 된다. 그렇다면 카탈랑 수는
{\displaystyle C_{n}=\left.{\frac {1}{n!}}{\frac {\mathrm {d} ^{n}}{\mathrm {d} z^{n}}}C(z)\right|_{z=0}}
이다.

## 성질

### 점근적 성질
점근적으로 카탈랑 수는
{\displaystyle C_{n}\sim {\frac {4^{n}}{n^{3/2}{\sqrt {\pi }}}}}
로 근사할 수 있다. 이는 스털링 근사를 사용한 것이다.

### 홀짝성
카탈랑 수 {\displaystyle C_{n}}가 홀수일 필요충분조건은 {\displaystyle n}이 메르센 수 {\displaystyle n=2^{k}-1}인 것이다.:52
{\displaystyle \forall n\in \mathbb {N} \colon \left(2\nmid C_{n}\iff \exists k\in \mathbb {N} \colon n=2^{k}-1\right)}
즉, 홀수인 카탈랑 수는
{\displaystyle C_{2^{0}-1}=1}
{\displaystyle C_{2^{1}-1}=1}
{\displaystyle C_{2^{2}-1}=5}
{\displaystyle C_{2^{3}-1}=429}
따위의 수이다.
카탈랑 수 가운데 소수인 것은 {\displaystyle C_{2}=2} 및 {\displaystyle C_{3}=5} 밖에 없다.:53

### 완전 단조성
실수 수열 {\displaystyle a\colon \mathbb {N} \to \mathbb {R} }가 다음 조건을 만족시키면, 완전 단조 수열(영어: completely monotonic sequence)이라고 한다.
- 임의의 {\displaystyle k,n\in \mathbb {N} }에 대하여, {\displaystyle (-1)^{k}\Delta ^{k}a_{n}\geq 0}. 여기서 {\displaystyle \Delta }는 유한 차분이다. 특히,
  - {\displaystyle k=0}인 경우에 따라, {\displaystyle a}는 음이 아닌 실수들로 구성된다.
  - {\displaystyle k=1}인 경우에 따라, {\displaystyle a}는 감소 수열이다.

완전 단조 수열들의 집합 위에 다음과 같은 이항 관계를 정의하자.
{\displaystyle a\preceq b\iff a_{0}\leq b_{0}}
이에 따라, 완전 단조 수열들의 집합은 원전순서 집합을 이룬다. 그 극소 원소를 극소 완전 단조 수열(영어: minimal completely monotonic sequence)이라고 한다.
두 수열
{\displaystyle n\mapsto {\frac {C_{n}}{4^{n}}}\qquad (n\in \mathbb {N} )}
{\displaystyle n\mapsto {\frac {4}{\pi (2n+1)}}-{\frac {C_{n}}{4^{n}}}\qquad (n\in \mathbb {N} )}
은 극소 완전 단조 수열이다.:Theorem 1

## 예
처음 몇 카탈랑 수는 아래와 같다 ({\displaystyle n=0,1,\dots ,37,\dots }). (OEIS의 수열 A000108)
1, 1, 2, 5, 14, 42, 132, 429, 1430, 4862, 16796, 58786, 208012, 742900, 2674440, 9694845, 35357670, 129644790, 477638700, 1767263190, 6564120420, 24466267020, 91482563640, 343059613650, 1289904147324, 4861946401452, 18367353072152, 69533550916004, 263747951750360, 1002242216651368, 3814986502092304, 14544636039226909, 55534064877048198, 212336130412243110, 812944042149730764, 3116285494907301262, 11959798385860453492, 45950804324621742364, …

## 응용
조합론에서의 개수 세기 문제 가운데 많은 것이 카탈랑 수를 그 해로 갖는다. 이 예제들은 조합 수학자 리처드 P. 스탠리의 저서 《Enumerative Combinatorics》 2권에 나오는 카탈랑 수의 서로 다른 66가지 표현 가운데 몇 개를 뽑은 것이다. 예제와 함께 있는 그림들은 C3 = 5의 경우의 예이다.
- Cn은 -1과 1 값으로 만들어진 수열 (a1, a2, ..., a2n)에서a1+a2+...+a2n=0 일 때, 각각의 부분합 a1, a1+a2, ..., a1+a2+...+a2n이 모두 0 이상이 되도록 하는 방법의 수이다.
- Cn은 ai가 1 또는 -1일 때, a1+a2+...+a2n+2=0이고 각각의 부분합 a1, a1+a2, ..., a1+a2+...+a2n+1이 모두 0 보다 크게 되도록 하는 방법의 수이다.
- Cn은 길이가 2n인 모든 뒤크 단어(영어: Dyck word)의 개수이다. 발터 폰 뒤크(독일어: Walther von Dyck)의 이름을 딴 뒤크 단어는 n개의 X와 n개의 Y로 이루어진 문자열 중 처음부터 X와 Y의 개수를 세었을 때 항상 X가 Y보다 많거나 같은 것을 가리킨다. 예를 들면, 아래의 예제는 길이가 6인 모든 뒤크 단어들을 나열한 것이다.

- 뒤크 단어에서 X를 여는 괄호로 보고 Y를 닫는 괄호로 보면, Cn은 n쌍의 괄호로 만들 수 있는 올바른 괄호 구조의 개수이다.

- Cn은 n + 1개의 항에 괄호를 씌우는 모든 경우의 수이다. 혹은 n + 1개의 항에 이항 연산을 적용하는 순서의 모든 가지수로도 볼 수 있다. 예를 들어 n = 3일 때, 4개의 항에 대해 다섯개의 괄호 표현식이 존재한다.

- 이항 연산의 적용 순서는 이진 트리로도 나타낼 수 있다. 따라서 Cn은 n + 1개의 단말 노드를 갖는 이진 순서 트리의 개수임을 알 수 있다.

- Cn은 동형이 아닌 모든 정 이진 트리 가운데 자식을 가진 노드(internal vertex, 혹은 branch라고 부르는)가 n개인 트리의 개수이다. (정 이진 트리는 한 개의 자식만 가진 노드가 없고, 모든 노드가 두 개의 자식을 가졌거나 혹은 단말 노드인 트리를 가리킨다.)
- Cn은 n+2각형을 n개의 삼각형으로 나누는 방법의 수이다. 아래 그림은 6각형을 4개의 삼각형으로 나누는 모든 방법을 나타낸 것으로 총 {\displaystyle C_{4}}가지이다.

## 역사
18세기에 몽골의 수학자 명안도(c. 1692-c. 1763)가 최초로 발견하였다.
유럽 수학에서는 레온하르트 오일러가 "(n+2)-각형을 n개의 삼각형으로 나눌 수 있는 경우의 수"를 세는 문제를 제안하면서 처음 나타났다. 벨기에의 수학자 외젠 샤를 카탈랑이 하노이의 탑 문제를 고려하면서 1838년에 재발견하였다.

## 같이 보기
- 오일러 변환
- 모츠킨 수

## 참고 문헌
1. 1 2  Koshy, Thomas; Salmassi, Mohammad (2006). “Parity and primality of Catalan numbers” (PDF). 《The College Mathematics Journal》 (영어) 37 (1): 52–53. 2021년 2월 9일에 원본 문서 (PDF)에서 보존된 문서. 2020년 1월 26일에 확인함.
2. ↑  Qi, Feng (2025). “Some properties of the Catalan numbers”. 《Applicable Analysis and Discrete Mathematics》 (영어) 19 (1). doi:10.2298/AADM240130002Q. ISSN 1452-8630.
3. ↑  
Stanley, Richard P. (2001년 6월 4일). 《Enumerative Combinatorics》 2 1판. Cambridge University Press. ISBN 9780521789875.
4. ↑  Larcombe, P.J. (1999년 9월). “The 18th century Chinese discovery of the Catalan numbers” (PDF). 《Mathematical Spectrum》 (영어) 32 (1): 5–7. 2016년 3월 14일에 원본 문서 (PDF)에서 보존된 문서. 2013년 3월 4일에 확인함.
5. ↑  羅見今 (1988). “明安圖公式辨正”. 《內蒙古師大學報(自然科學版)》 (중국어) 1: 42-48.
6. ↑  羅見今 (2010). “明安圖和他的冪級數展開式” (PDF). 《數學傳播》 (중국어) 34 (1): 65–73. 2016년 3월 4일에 원본 문서 (PDF)에서 보존된 문서. 2013년 3월 4일에 확인함.
7. ↑  Catalan, Eugène Charles (1838). “Note sur un Problème de combinaisons” (PDF). 《Journal de Mathématiques Pures et Appliquées (1re série)》 (프랑스어) 3: 111-112.[깨진 링크(과거 내용 찾기)]
8. ↑  O’Connor, John J.; Robertson, Edmund F. (2012년 9월). “Eugène Charles Catalan”. 《MacTutor History of Mathematics Archive》 (영어). 세인트앤드루스 대학교.